# Francesco Turrini
Francesco Turrini (Foligno, 18 ottobre 1965) è un allenatore di calcio ed ex calciatore italiano, di ruolo centrocampista, tecnico della squadra Primavera della Reggiana.

## Carriera

### Giocatore
Cresciuto nella Sambenedettese, esordisce nel campionato di Serie B 1984-1985, disputando 4 partite. Nelle stagioni successive si impone come ala destra titolare della formazione rossoblu, e nel 1987 viene acquistato dal Parma, allenato prima da Zdeněk Zeman e poi da Giampiero Vitali, insieme ai compagni di squadra Di Fabio e Roberto Di Nicola. Nella prima stagione si segnala come uno dei migliori elementi della squadra, mentre nel campionato successivo un grave infortunio ne limita il rendimento.
Nel 1989 passa al Como, appena retrocesso dalla Serie A: con i lariani vive un'altra retrocessione, questa volta in Serie C1. Torna in cadetteria trasferendosi al Taranto, dove gioca per due stagioni conquistando altrettante salvezze, la seconda dopo uno spareggio contro la Casertana in cui realizza il gol del provvisorio 1-0. Dopo lo spareggio viene ceduto al Piacenza allenato dal suo ex compagno nella Samb Luigi Cagni; con i biancorossi conquista immediatamente la promozione nella massima serie. Esordisce in Serie A il 29 agosto 1993, nella sconfitta interna contro il Torino, e a fine stagione colleziona 5 reti, tra cui quelle decisive contro il Lecce (prima vittoria in assoluto degli emiliani in Serie A) e contro il Genoa (prima vittoria esterna), non sufficienti a evitare la retrocessione in Serie B. Rimane in Emilia fino al 1996, conquistando un'altra promozione (nel campionato di Serie B 1994-1995, spesso giocando come mediano) e la prima salvezza nella massima serie della formazione piacentina.
In seguito si trasferisce a parametro zero al Napoli, dove sostituisce Renato Buso nel ruolo di tornante destro e viene soprannominato Scooter. Sotto il Vesuvio gioca due campionati di Serie A e due di Serie B culminati con la promozione nel 2000, e realizza il record personale di marcature (10) nel campionato 1998-1999.
Rimasto svincolato dal Napoli, conclude la carriera a 35 anni con un'ultima stagione in Serie B, nel neopromosso Ancona.

### Allenatore
Come allenatore ha iniziato la sua carriera nel settore giovanile del Piacenza, con i Giovanissimi Nazionali, e con la prima squadra del Palazzolo, in Serie D, da cui è stato esonerato nel 2007. Dal 2007 al 29 gennaio 2008 ha allenato i Crociati Noceto in Serie D. Dal 10 ottobre 2012 assume il ruolo di collaboratore tecnico delle formazioni Primavera e Allievi del Parma, e in seguito si trasferisce al Sassuolo, sempre nell'ambito del settore giovanile.
Il 28 luglio 2021 viene chiamato da Settimio Lucci, suo compagno di squadra nel Piacenza, alla guida della formazione Primavera del Fiorenzuola, neopromosso in Serie C. Il 15 ottobre 2023 subentra all'esonerato Andrea Bonatti alla guida della prima squadra, dopo un avvio negativo nel campionato di Serie C 2023-2024. Il 31 dicembre successivo, dopo aver ottenuto 8 punti in 11 partite, torna alla guida della Primavera rossonera.
Il 25 novembre 2024 viene annunciato come nuovo allenatore della prima squadra del Borgo San Donnino, club emiliano di Eccellenza, dal quale viene esonerato il 27 dicembre successivo.

## Statistiche

### Statistiche da allenatore
Statistiche aggiornate al 27 dicembre 2024.
| Stagione        | Squadra           | Campionato      | Campionato | Campionato | Campionato | Campionato | Coppe nazionali | Coppe nazionali | Coppe nazionali | Coppe nazionali | Coppe nazionali | Coppe continentali | Coppe continentali | Coppe continentali | Coppe continentali | Coppe continentali | Altre coppe | Altre coppe | Altre coppe | Altre coppe | Altre coppe | Totale | Totale | Totale | Totale | % Vittorie | Piazzamento |
| Stagione        | Squadra           | Comp            | G          | V          | N          | P          | Comp            | G               | V               | N               | P               | Comp               | G                  | V                  | N                  | P                  | Comp        | G           | V           | N           | P           | G      | V      | N      | P      | %          | Piazzamento |
| --------------- | ----------------- | --------------- | ---------- | ---------- | ---------- | ---------- | --------------- | --------------- | --------------- | --------------- | --------------- | ------------------ | ------------------ | ------------------ | ------------------ | ------------------ | ----------- | ----------- | ----------- | ----------- | ----------- | ------ | ------ | ------ | ------ | ---------- | ----------- |
| lug.-nov. 2006  | Palazzolo         | D               | 11         | 1          | 6          | 4          | CI-D            | 2               | 1               | 0               | 1               | -                  | -                  | -                  | -                  | -                  | -           | -           | -           | -           | -           | 13     | 2      | 6      | 5      | 15,38      | Eson.       |
| 2007-gen. 2008  | Crociati Noceto   | D               | 22         | 5          | 8          | 9          | CI-D            | 2               | 1               | 0               | 1               | -                  | -                  | -                  | -                  | -                  | -           | -           | -           | -           | -           | 24     | 6      | 8      | 10     | 25,00      | Eson.       |
| ott.-dic. 2023  | Fiorenzuola       | C               | 11         | 2          | 2          | 7          | CI-C            | -               | -               | -               | -               | -                  | -                  | -                  | -                  | -                  | -           | -           | -           | -           | -           | 11     | 2      | 2      | 7      | 18,18      | Sub., Eson. |
| nov.-dic. 2024  | Borgo San Donnino | Ecc.            | 4          | 1          | 0          | 3          | CI-Ecc.         | -               | -               | -               | -               | -                  | -                  | -                  | -                  | -                  | -           | -           | -           | -           | -           | 4      | 1      | 0      | 3      | 25,00      | Sub., Eson. |
| Totale carriera | Totale carriera   | Totale carriera | 48         | 9          | 16         | 23         |                 | 4               | 2               | 0               | 2               |                    | -                  | -                  | -                  | -                  |             | -           | -           | -           | -           | 52     | 11     | 16     | 25     | 21,15      |             |

## Palmarès

### Giocatore
- Campionato italiano di Serie B: 1

Piacenza: 1994-1995